# Мраморная задница
«Мраморная задница» (серб. Dupe od mramora) — художественный фильм сербского режиссёра Желимира Жилника. Фильм принял участие в Берлинском кинофестивале и получил премию «Тедди» (приз жюри), специальную награду, вручаемую лучшему фильму, затрагивающему проблемы гомосексуальных людей. В рамках празднования 30-летия «Тедди» фильм был выбран для ретроспективного показа на 66-м Берлинском кинофестивале в феврале 2016 года.

## Сюжет
Фильм противопоставляет две грани войны середины девяностых годов в Сербии.
Мерлин и Санела — трансвеститы-проститутки, живущие в пригороде Белграда. Мерлин мечтает о роскоши, Санела влюблена в культуриста и хочет выйти за него замуж. Для Мерлина и Санелы проституция — форма пацифизма, способ успокоить потенциальных насильников и игроков. Мерлину и Санеле противопоставлен Джонни, вернувшийся с войны в Боснии. Как и они, Джонни ищет покоя, но его способ состоит в убийстве других.

## В ролях
- Вьеран (Мерлинка) Миладинович — Мерлин[6]
- Ненад Рацкович — Джонни
- Ненад Миленкович — Санела
- Лидия Стеванович — Ружа
- Луна Лу — Офицер

## Анализ
«Мраморная задница» — первый фильм о гомосексуалах и трансгендерных людях, снятый в странах бывшей Югославии. На эстетику фильма оказали влияние кинокартины Энди Уорхола и Пола Моррисси, такие как «Плоть» (1968), «Мусор» (1970) и «Бабий бунт» (1971). Мнения критиков о роли гомофобии в фильме разнятся: Леви и сам Жилник видят в «Мраморной заднице» противостояние гомофобии, в то время как Мосс считает, что гомофобия роли в фильме не играет, хотя в действительности случаи гомофобии в Белграде в описываемый период имели место. Он же указывает на то что гомосексуальность использована в фильме для критики «естественной», «предопределённой» идентичности и, как следствие этого, национализма. Мосс сопоставляет «Мраморную задницу» с другими восточноевропейскими фильмами периода, в которых гомо- и транссексуальность оказываются средством для анализа или обозначением чего-то иного, нежели объектом самого кинематографического анализа. Так, в «Полковнике Редле» Иштвана Сабо гомосексуальность Редля — повод для размышления о переписывании истории тоталитарным режимом, в «Серпе и молоте» Сергея Ливнева операция по перемене пола — повод для разговора о крайностях сталинской эпохи, а в «Глядя друг на друга» Кароя Макка лесбийские отношения героинь — повод для показа общества периода восстания 1956 года.
Елача считает, что «Мраморная задница» предлагает зрителю полное надежды видение инакости, которое, однако, разбивается о реалии жизни: Вьеран (Мерлинка) Миладинович, исполнивший роль Мерлин, был найден убитым через несколько лет после выхода фильма на экраны. Обстоятельства убийства так и не были прояснены, а основной подозреваемый предстал перед судом, но был оправдан. Иорданова видит в «Мраморной заднице» критику сербского мачизма и указывает на то, что фильм вырос из событий, имевших место в жизни самого Вьерана Миладиновича.